# Mugu (dystrykt)

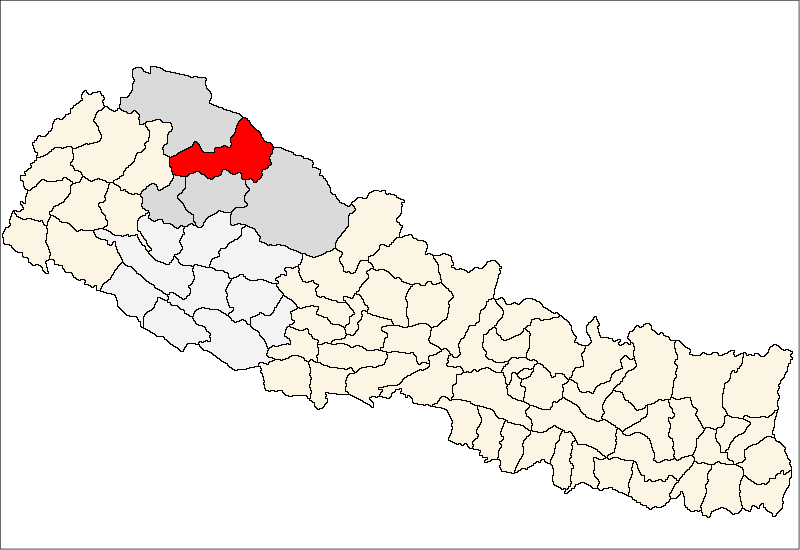
Dystrykt Mugu

Dystrykt Mugu (nep. मुगू) – jeden z siedemdziesięciu pięciu dystryktów Nepalu. Leży w strefie Karnali. Dystrykt ten zajmuje powierzchnię 3535 km², w 2001 r. zamieszkiwało go 43 937 ludzi. Stolicą jest Gamgadhi.